# Tortură

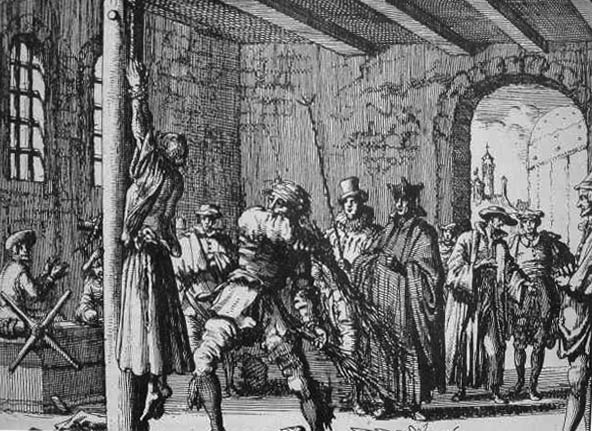
Interogarea penibilă din secolul XVII.

Tortura este o suferință psihică sau fizică intenționată, sistematică și sălbatică săvârșită de una sau mai multe persoane acționând în numele unor ordine, cu scopul de a forța anumite persoane să dezvăluie informații, să facă confesiuni sau pentru alte motive. Această definiție a fost dată de Asociația medicală mondială, în Declarația de la Tokyo privind tortura și tratamentele degradante, din 1975, la care și România este astăzi parte.
Următoarele puncte au fost incluse explicit în această definiție:
a) caracterul intenționat: tortura cauzează suferință fizică sau mentală victimei în mod intenționat.
b) caracterul sistematic și sălbatic: cauzarea suferințelor putea fi sistematică și dinainte plănuită, sau putea fi sălbatică și la întâmplare.
c) caracterul ordonat sau neordonat: definiția face clar referire că, chiar dacă unei persoane îi este ordonat de către un superior să tortureze, acest lucru nu justifică acțiunile respectivului. Așadar, ordinul de a tortura nu este o scuză pentru asta. Atât persoana care dă ordinul cât și cea care îl execută vor fi considerați «torționari».
d) scopul': ar trebui să existe un scop al torturii. Ar putea fi obținerea de informații, mărturisirea forțată a confesiunii unei crime, semnarea unei declarații scrise sau oricare alt motiv. De exemplu, ar putea fi pentru a răspândi teroare în comunitate într-un regim dictatorial. Ar putea fi încercarea de a distruge personalitatea cuiva care ar putea fi capabil să mobilizeze oamenii împotriva regimului.
e) suferința psihică și fizică: această definiție menționează clar că suferința fizică cât și cea psihică este un aspect după care se poate vedea dacă o persoană a fost torturată sau nu. Absența oricărui semn fizic nu exclude posibilitatea torturii. Chiar și mici suferințe, fizice sau mentale, sunt de ajuns să fie considerate tortură.

### Scopuri ale torturii
Conform definiției torturii, existența scopului este esențială. Dacă nu există un scop, atunci, conform definiției, nu este tortură.
Există multe motive pentru a tortura și acestea variază în funcție de caz. Câteva din scopurile torturii sunt următoarele:
1. obținerea de informații: după arestare, o persoană este adesea supusă torturii în scopul de a se obține informații cu privire la activitățile desfășurate și despre persoanele și organizațiile cu care a avut contact. Torționarul continuă să tortureze până obține aceste informații. Dacă informațiile obținute sunt incorecte, atunci el va continua procesul.
2. să obțină o confesiune: torționarul torturează victima în scopul obținerii recunoașterii crimei. Victima este forțată să semneze o declarație scrisă în care se afirmă de ea a comis crima. Frecvent, victimele semnează declarația, indiferent dacă au comis sau nu crima, cu scopul de a evita tortura.
3. obținerea unei mărturii care să incrimineze alte persoane: uneori victimele sunt forțate să semneze o declarație prin care incriminează alte persoane. În urma acestor confesiuni, torționarii pot aresta oamenii pe care ei îi caută, urmând ca apoi să îi tortureze.
4. să se răzbune: motivul răzbunării este de asemenea valabil pentru a tortura. Uneori, torționarul se răzbună nu doar pe individul în cauză ci și membrii familiei acestuia și pe rude.
5. pentru a răspândi teroare în comunitate: acest lucru are loc de obicei într-un regim dictatorial. Oricine îndrăznește să ridice vocea împotriva regimului este torturat fără milă. Victima este fie ucisă fie trimisă înapoi în comunitate cu semne fizice și psihice ale torturii. Acest lucru ridică teroare în rândul comunității și nimeni nu mai îndrăznește să ridice vocea împotriva regimului.
Acest lucru se întâmplă de asemenea într-o comunitate dintr-o societate feudală.
6. pentru distrugerea personalității: există mereu oameni înzestrați cu calități de lider în fiecare societate. Acești oameni au puterea să ridice vocea împotriva regimurilor dictatoriale și să mobilizeze oamenii să se ridice împotriva acestuia. Aceste persoane sunt identificate, arestate și torturate în așa fel încât ei devin "morți vii". Comportamentul, gândurile și sentimentele sunt schimbate total. Are loc o pierdere a încrederii în sine și un simț al neputinței, al lipsei speranței și al nonvalorii proprii.

## Metode ale torturii
Orice formă de tortură poate avea consecințe fizice, mentale și sociale asupra victimei. De aceea, este artificial să clasificăm tortura ca fiind fizică sau psihică. Totuși, din motive prectice, am clasificat tortura în :
- A.	Tortură fizică;
- B.	Tortură psihologică, sau tortura albă
- C.	Tortură sexuală.

### A.Tortura fizică
Metodele fizice ale torturii sunt acele metode care induc durere, disconfort și disfuncții în diferite părți ale corpului.
Uciderea victimelor nu este scopul torturii. De aceea, torționarul are grijă ca victima să nu moară în timpul torturii. De asemenea, o altă preocupare este aceea ca semnele torturii să nu fie detectabile de către victimă, iar la un control atent să nu fie ușor vizibile. De aceea, torționarii sunt bine instruiți în acest sens. Însă, în ciuda tuturor precauțiilor, tortura fizică lasă mereu în urmă semne care să conducă la descoperirea lor. Științele medicale s-au dezvoltat acum în așa fel încât orice dereglare internă, cauzată de acest tip de tortură, poate fi descoperită, chiar și după câțiva ani de la petrecerea lor.

#### Tipuri de tortură fizică
Tortura fizică poate fi întâlnită în multe forme, însă cele mai frecvent raportate variante ale ei sunt:

#### 1.Tortura fizică care cauzează dureri extreme
- Bătaia:

Bătaia este cel mai comun mod de a tortură folosit de către torționari. Bătăile devin severe când sunt însoțite de folosirea cablurilor, lanțurilor, curelelor sau a altor instrumente. De asemenea, loviturile cu piciorul sunt considerate bătăi severe. Deci, bătăile simple înseamnă lovirea cuiva în părți mai puțin delicate ale corpului, care nu cauzează pagube externe sau interne mari. Lovirea peste urechi nu poate fi considerată o bătaie simplă, deoarece poate dăuna timpanului și poate să afecteze permanent auzul.
- Falanga:

Bătăile severe la tălpile picioarelor poartă numele de « falangă ». Acest mod de tortură a fost descris separat și este una din principalele modalități de tortură folosite în lume. În plus, acest mod de tortură are consecințe imediate și pe termen lung, uneori provocând dizabilități pe câțiva ani. Durerea amintește continuu victimei prin ce a trecut. Falanga poate fi făcută în multe feluri: victima poate fi suspendată cu capul în jos și bătută la tălpi sau piciorele îi pot fi fixate undeva. Orice tehnică care imobilizează picioarele victimei poate fi de folos utilizării falangei.
- Tortura degetelor :

Creioane sau obiecte similare sunt puse între degetele victimelor și apoi sunt apăsate.
- Suspendarea :

Victimele sunt suspendate de picioare sau brațe. De asemenea, victima poate fi suspendată de păr. Suspendarea este de regulă folosită împreună cu alte forme de tortură, precum bătăi severe, falangă, șocuri electrice, expunerea la frig, la cald etc.
- Expunerea la frig:

Victima este expusă la diferite temperaturi negative.Poate fi forțată să adoarmă pe podeaua rece, sau poate fi obligată să stea dezbrăcată în frig.
- Expunerea la căldură:

Victima poate fi forțată să stea mai multe ore sub soare. De asemena poate fi forțată să stea lângă un foc. Stingerea țigărilor pe corpul victimelor este cea mai comună metodă de tortură de acest fel raportată.
- Provocare de iritații:

Anumite prafuri care provoacă iritații, precum praful de ardei iute, sarea sunt aplicate pe părțile delicate ale corpului, pe răni etc.
- Mersul obligatoriu sau șederea pe obiecte ascuțite:

Victima este forțată să meargă fără pantofi pe o suprafață cu ciobur,ace sau pioneze.
- Tortura dentală:

Dinții sănătoși pot fi rupți sau scoși cu forcepsul. Victimei i se poate cere să mestece piatră, lemn sau piese de metal.
- Tortura cu ajutorul părului:

Victima poate fi trasă și târâtă de păr. Părul uneori este tuns scurt sau ras. Uneori el poate fi chiar ars sau scos.
- Crestarea cu cuțitul:

Hainele victimei sunt scoase și pe corp sunt făcute zgârieturi cu un cuțit, lame sau obiecte similare. Suc de lămâie sau praf de ardei iute pot fi de asemenea aplicate pe răni.
- Legatul :

Victima este legată în multe feluri și apoi ținută în această poziție ore sau zile. Poate fi chiar suspendat și apoi bătut.
- Pozițiile forțate:

Victima poate fi forțată să stea în anumite poziții pentru câteva ore.Pe deasupra el mai poate fi supus bătăilor,suspendări de corp a anumitor greutăți etc.

#### 2.Tipuri de tortură care cauzează frică sau moarte imediată
- Tortura cu șocuri electrice:

Acest tip de tortură implică de obicei folosirea părților sensibile ale corpului precum organele genitale, sfârcurile. Este uneori aplicat în gură, fiind în felul acesta foarte greu de detectat. Uneori, victima este dezbrăcată, legată de o bară metalică și electrocutată, în asa fel încât să primească șocul în întregul corp. Alteori, victima este stropită cu apă astfel încât magnitudinea șocului electric să fie mai mare.
- Sufocările/asfixierile:

Victima poate fi sufocată în multe feluri și atât de rău încât simte moartea aproape. Torționarul dorește însă sufocarea cu puțin înainte ca să survină moartea. Sufocarea poate fi făcută astupând gura și nasul victimei, legându-i mâinile și imobilizându-l în așa fel încât să nu se mai poată mișca. Când capul victimei este scufundat în apă, urină, vomă, sânge, etc. metoda poartă numele de “submarin ud”. În “submarinul uscat”capul victimei este acoperit cu o pungă de plastic sau un obiect asemănător.
- Simularea execuției:

Această metodă este o metodă des raportată și poate fi realizată în multe feluri. Torționarii leagă victima la ochi și o plasează înaintea unui zid. I se spune că un vehicul va trece peste el și că va muri. Victima aude motorul pornind și venind spre el cu viteză maximă. Atunci când se apropie mult, mașina se oprește.

#### 3. Tipuri de tortură care cauzează epuizare extremă
- Epuizarea fizică:

Victimele sunt obligate sa facă gimnastică pentru o lungă perioadă de timp. Victimei i se cere să stea într-un picior sau ambele picioare. Cea mai des folosită metodă este poziția în care victima stă cu brațele ridicate în unghi de 90 grade, ținând în mână cărămizi.
- Munca forțată:

Victima este obligată să muncească din greu fără să i se dea mâncare sau apă.

#### 4. Tipuri de tortură care cauzează desfigurări, mutilări și dizabilități permanente
- Telefonul:

Bătaia simulată împotriva urechilor cu ajutorul palmelor poartă numele de “telefon”. Acestă metodă are ca efect ruperea membranei timpanului și pierderea auzului. Este foarte dificil de descoperit urmele acestei metode.
- Mutilări:

Tăierea sau ciopârțirea nasului, a urechilor,a degetelor,etc.
- Desfigurări:

Acizi sau alte corozive aruncate pe fața victimei.

### B. Tortura mentală
Metodele psihologice ale torturii pot fi clasificate în următoarele categorii:

#### 1.Tehnici de deprivare
Cum sugerează și numele, victimele sunt deprivate de numeroase lucruri care le sunt necesare, astfel încât ei sunt torturați mental. Victima poate fi deprivată de anumiți stimuli precum lumină, sunet, sau poate fi legată la ochi, ținută într-o cameră închisă, etc. De asemenea poate fi deprivată de anumite percepții astfel încât să fie dezorientată și confuză (transferuri frecvente de la un loc la altul, frecvente deranjări ale somnului, lipsa radio-ului, a scrisorilor, a ziarelor. O altă deprivare ar fi cea de ordin social, în care victimei nu îi este permis să aibă vizite, sau să îndeplinească ritualuri religioase, în general deprivări care au ca scop însingurarea victimei. Deprivarea de nevoile de bază este de asemenea încadrată aici: deprivări de mâncare, apă, de aer, de haine, de facilități medicale etc.
- Tehnicile de coerciție:

În aceste tehnici, victima este constrânsă să săvârșească fapte sau să fie martoră la evenimente care au ca scop torturarea ei mentală. Una din metodele de acest gen este metoda “alegerii imposibile”, în care victima este  obligată să aleagă din două variante care au aceleași consecințe.
Amenințările și umilințele pot să fie îndreptate fie către victimă, fie către familia victimei.
- Tehnicile de comunicare :

Victima este torturată mental prin expunerea la o varietate de comunicări false, contradictorii și confuze, precum: informarea greșită, psihologia inversă etc.

### C.Tortura sexuală
Tortura sexuală ar putea fi inclusă în tortura de ordin fizic. Acest tip poate fi împărțit în 3 categorii:
- tortura sexuală utilizând instumente,
- tortura sexuală neutilizând instrumente,
- tortura sexuală utilizând animale.

Este important de reținut că toate metodele de tortură, atât fizică, psihică și sexuală sunt folosite în același timp în majoriatea cazurilor.

## Consecințele torturii
Consecințele torturii pot fi împărțite în mare în:
1. consecințe fizice;
2. consecințe psihice;
3. consecințe sociale.

Printre consecințele fizice enumerăm: abraziuni, vânătăi, hematoame, răni, lovituri la cap, la piept, vătămări sexuale, infecții, cicatrice, părți ale corpului mutilate, desfigurări ale feței, boli cu transmitere sexuală, simptome somatice etc.
În ceea ce privește sechelele psihologice printre cele mai importante sunt: anxietăți, depresii, dereglări ale somnului, dureri de cap, pierderi de memorie, probleme psihice-sexuale, sentimente de ne-realizare etc.
În ceea ce privește consecințele sociale cele mai importante sunt :
- a) Stigmatul social: victimele pot fi etichetate ca trădători, anti-naționaliști. Aceste etichete pot avea un impact negativ pe termen lung sau scurt asupra victimei și a familiei acesteia.

- b) Locul de muncă: victima poate fi concediată sau ar avea dificultăți în găsirea unui loc de muncă, deși ar fi un bun angajat. Membrii familiei sau rudele ar putea suferi de acest lucru. În unele cazuri o altă consecință este confiscarea proprietăților .

- c) Activități zilnice: Victimele torturii și membrii familiei pot înfrunta multe lucruri negative în viața lor. Comunitatea în care trăiesc ar putea să îi respingă, să îi evite, sau chiar să îi critice.

Așadar,nu numai cicatricile fizice, durerea fizică, dizabilitățile amintesc victimei constant de evenimentele trăite, dar și consecințele sociale fac acest lucru. Este așadar un cerc vicios, în care evenimentele apar mereu și victima suferă o lungă perioadă după petrecerea lor.
- Conculzia este că atunci când avem de a face cu victimele torturii, trebuie să luăm în considerație toate cele 3 dimensiuni ale torturii: fizică, mentală și socială. Așadar, tratamentul unei victime a torturii cere o abordare interdisciplinară implicând personalul medical de la diferite specializări: psihologi, asistenți sociali, fizioterapeuți și mulți alții.

## FACTORI CARE MODIFICĂ CONSECINȚELE TORTURII
Sunt mulți factori care modifică consecințele torturii. Acești factori pot fi descriși astfel:
1. Scopurile torturii: așa cum am descris mai devreme sunt multe scopuri pentru a tortura. Aceste scopuri depind de motivul pentru care are loc aceasta. Dacă motivul este doar extragerea de informații atunci tortura nu va fi așa grea ca atunci când se urmărește distrugerea personalității victimei.
2. Caracteristici ale torturii – atunci când tortura fizică are loc, automat se instalează și tortura mentală. Așadar, este artificial să zicem că are loc doar o singură formă a torturii. Totuși, în practică vorbim de ele separat. Printr-o comparație, tortura psihică este mult mai distructivă decât tortura fizică. În mod asemănător, tortura sexuală, în cazul femeilor este mult mai distructivă decât cea psihică.
3. Caracteristici ale victimei:

- a) vârsta – impactul ar putea fi mai profund asupra copiilor decât asupra adulților.
- b) sexul – femeile sunt fizic, mental și social mult mai delicate și sensibile decât bărbații, așadar impactul torturii este mai pregnant în cazul femeilor.
- c) personalitate – impactul va fi probabil mai mic la o persoană matură și mai adaptată decât la una imatură și cu probleme de adaptare.
- d) experiența avută – experiența din trecut va ajuta victima să facă față mai bine torționarului.
- e) trecutul social – impactul ar putea fi mai mare la persoanele cu un trecut social bun,care au avut parte de un climat plin de înțelegere și dragoste fără să se implice în activități criminale. În comparație cu aceștia impactul ar putea fi mic în cazul persoanelor care au avut implicații în acte criminale și care au trăit toată viața lor într-un mediu nesigur.

#### 4.Caracteristici ale mediului
- a) mediul familial – dacă membrii familiei înțeleg suferința victimei și îi oferă acesteia înțelegere, simpatie, atunci ea va putea trece mai ușor peste evenimentele trăite.
- b) mediul social – dacă societatea îl privește ca pe un terorist, trădător sau criminal, atunci consecințele torturii vor crește.
- c) reacția grupului – dacă grupul victimei simte că i-a dezamăgit și se simte ca o sursă de probleme, ar putea fi chiar “torturat” de ei. Acest lucru s-ar adăuga la consecințele sus-menționate. Pe de altă parte, dacă se simte bine venit și acceptat în grup ca o persoană care a ținut piept intereselor grupului, acest lucru ar avea un efect pozitiv asupra lui.

#### 5.Tratament și reabilitare
Identificarea victimelor și a familiilor acestora, precum și tratamentul acestora și reabilitarea imediată după tortură ajută la minimalizarea torturii. Toate formele de tratament: biologic, social și psihic trebuie să fie inițiate în același timp de către o echipă multidisciplinară.

## TRATAMENTUL VICTIMELOR ȘI FAMILIILOR ACESTORA
Așa cum am menționat mai devreme tortura are trei dimensiuni: psihică, psihologică și socială. Este dificil să spunem care din ele este mai importantă și care este mai puțin, și depinde în mare măsură de tipul de tortură aplicat individului. Este sigur însă că toate victimele torturii suferă psihic, fizic, mental dar și social. De aceea este important să se ofere tratament care să acopere toate aceste laturi. Tratamentul care se concentrează `doar pe o latură` este ineficient. Formele de tratament, fizic, psihic și social trebuie oferite concomitent.
Tratamentul victimelor este așadar o sarcină multi-disciplinară care implică concursul diferiților specialiști: psihologi, asistenți sociali,sistente medicale, experți legali etc.
Victimele torturii și familiile acestora reprezintă o categorie specială de pacienți, datorită faptului că au trecut prin prin traume neobișnuite.
În situațiile prezentate mai sus este necesar să luăm în vedere următoarele principii:
- a.	Dezvoltarea unei relații bune cu victima: trebuie la început să câștigăm încrederea victimei.
- b.	Respectarea lor ca indivizi: atitudinea noastră față de ei trebuie să arate respect. Victima trebuie tratată ca un egal.
- c.	Empatizarea cu victima și familia acesteia.
- d.	Evitarea situațiilor care să reamintească victimei de evenimentele din trecut.Aceste evenimente trebuie evitate cât mai mult posibil până în momentul în care victima este stabilă și gata să înfrunte stimulii exteriori.
- e.	Explicarea naturii și scopul interviurilor, examinărilor, investigărilor și ședințelor de terapie înainte ca acestea să aibă loc.
- f.	Punctualitea la întâlnirile cu victimele și familiile acestora.
- g.	Toate cele 3 tipuri de terapie trebuie oferite în același timp.
- h.	Tratamentul ar trebui dat atât victimei cât și familiei.

### Tipuri de tratament
Tratamentul poate fi împărțit în:
1. tratament biologic;
2. psihologic;
3. social.

Un istoric al evenimentelor trebuie realizat înainte de începerea tratamentului.
- Tratamentul biologic:

Tratament medicamentos: În funcție de condițiile fizice, diferite medicamente trebuie prescrise. Acest lucru trebuie făcut după o atentă investigație, astfel încât subiectul să nu devină dependent de aceasta și în același timp să nu sufere de posibile efecte secundare.
Trebuie reținut că nu toate plângerile victimelor torturii sunt de natură psihologică sau psihosomatică. Multe din ele sunt de natură fizică și este nevoie să fie tratate în alte moduri și cu alte medicamente.
- Tratamentul psihologic

Sunt câteva tratamente psihologice care pot fi oferite unei victime a torturii. Câteva din cele mai importante sunt:

### Terapia suportivă
Așa cum sugerează și numele este un mare suport și empatie în aceste model. Această terapie face pacientul să se simtă mai sigur, mai acceptat, încurajat. Pașii terapiei suportive sunt:
- a-Ascultarea: Aceasta este prima și cea mai importantă componentă a terapiei suportive. Clientul ar trebui încurajat să vorbească despre problemele lui cât mai mult posibil. Ar trebui să îi fie acordată cât mai multă atenție și grijă. Clientul ar trebui să simtă că este ascultat și că grijile și problemele lui sunt luate cât mai în serios.

- b-Explicarea – clientului ar trebui să i se explice cum și de ce are diferitele simptome.

- c- Reasigurare – Nu este recomandat să i se acorde mereu reasigurări deoarece asta ar putea dăuna încrederii în psihterapeut. Reasigurările ar trebui date numai după o înțelegere totală a problemelor clientului.

- d- Sugestionarea- sugestiile ar trebui acordate cumpătat. Dacă clientul urmează una și cedează  ar putea să piardă încrederea nu numai în propria persoană cât și în terapeut. Clientul ar trebui încurajat să găsească  singur soluții pentru problemele sale și să se simtă responsabil pentru acțiunile sale. Totuși, sunt situații în care clienții ar trebui încurajați să ia inițiativă și să înfrunte provocările.Acest lucru este numit “sugestii de prestigiu”. Într-un fel, aceste sugestii ajută clientul să se trezească din starea lui de adormire.

- e- Manipularea mediului- trebuie să știm în detaliu despre mediul prezent ale clientului –mediul familial, mediul de serviciu etc. Dacă sunt dovezi ale stresului în viața subiectului atunci trebuie insistat mult pentru eliminarea acestuia. După aceasta putem vedea dacă orice poate fi manipulat în mediul acestuia în așa fel încât să fie redus stresul în viața acestuia.Dacă este posibil, atunci trebuie făcut în cel mai eficient mod cu putință cu participarea activă a clientului.

### Terapia de grup
Un grup de oameni(8-12),cu întâmplări asemănătoare formează un grup. Își împărtășesc experiențele și discută despre moduri de a face față problemelor. Acest fel de terapie este condus de un terapeut.

### Terapia de familie
Întreaga familie este implicată și relațiile familiale și dinamica lor sunt exploatate ca și potențiala cauză a conflictului secundar al torturii. În cadrul acestei terapii încercăm să găsim remediul în cadrul familiei.

## Metoda mărturiilor
Aceasta implică povestirea în detaliu a evenimentelor prin care a trecut victima. Mărturia poate fi folosită în viitor pentru acuzarea celor care au torturat.

## Tehnici de relaxare
Variate tehnici de relaxare pot ajuta victima să își relaxeze atât corpul cât și mintea. Principiul relaxării este ca anxietatea și relaxarea nu pot coexista.
- Terapiile cognitive